# Stara zemljiška knjiga
Stara zemljiška knjiga je naziv za evidenco o pravnem prometu z nepremičninami, ki se je uveljavila v habsburških dednih deželah s patentom vladarice Marije Terezije leta 1769 za podložnike, in leta 1771 za mesta in trge. 
Vsebinsko se je zgledovala po deželni deski. Njena vsebina je bila sprva zbirka listin, vezanih v knjige v več sklopih (kupoprodajne, ženitne pogodbe; oporoke, bremena, ipd.). Vpisi so bili narejeni sumarno, opisno in brez parcel, zato so zaradi preglednosti kasneje uvedli glavno knjigo, v kateri je bil za vsakega lastnika svoj vložek, vpisi pa so bili za nazaj.
Za podložnike se je stara zemljiška knjiga vodila na zemljiških gospostvih, mesta pa so vodila svojo zemljiško knjigo. Stara zemljiška knjiga je ostala v veljavi do nastavitve nove zemljiške knjige leta 1871, ko so vsebino stare zemljiške knjige z zemljiških gospostev prenesli v sodne okraje.